# Ludmiła Turiszczewa
Ludmiła Iwanowna Turiszczewa, po mężu Borzowa ros. Людмила Ивановна Турищева (Борзовa) (ur. 10 lipca 1952 w Groznym) – radziecka gimnastyczka pochodzenia rosyjskiego. 9-krotna medalistka olimpijska, w tym poczwórna mistrzyni olimpijska (1968, 1972, 1976), 7-krotna mistrzyni świata, 8-krotna mistrzyni Europy i wielokrotna medalistka zawodów krajowych i międzynarodowych. 
Turiszczewa była jedną z najwybitniejszych gimnastyczek swoich czasów, multimedalistką wszystkich głównych zawodów mistrzowskich. Przez 13 lat kariery sportowej stawała na podium 137 razy.

## Kariera
Jej największym indywidualnym sukcesem był złoty medal w wieloboju indywidualnym na igrzyskach w 1972 w Monachium, ale nie był on doceniony przez opinię publiczną w ZSRR ze względu na rosnącą popularność młodej „gwiazdy” Olgi Korbut. Turiszczewa zdobywała kolejne medale we wszystkich konkurencjach gimnastycznych i zdominowała rywalizację na mistrzostwach Europy w 1973 i mistrzostwach świata w 1974. Przed igrzyskami olimpijskimi w 1976 w Montrealu doznała kontuzji, która wykluczyła ją z treningów na kilka miesięcy. Zdążyła jednak przygotować się do trzeciego olimpijskiego startu i wraz ze złotem w drużynie zdobyła dwa srebra w skoku i ćwiczeniach wolnych oraz brąz w wieloboju indywidualnym.
Na mistrzostwach świata w 1975 w Londynie po wykonaniu przez nią ćwiczeń na poręczach doszło do zawalenia konstrukcji przyrządu gimnastycznego. Turiszczewa zeskoczyła z poręczy kończąc występ tyłem do nich i pomimo huku stali nawet nie spojrzała w stronę połamanego przyrządu. Turiszczewa przyznała, że poręcze zaczęły ruszać się pod koniec jej występu i zmieniły położenie. Postanowiła, że pomimo niebezpieczeństwa dokończy występ. Ze względu na sprzęt nie mogła wykonać na koniec salta, a zeskoczyła w momencie, gdy poczuła, że urządzenie nie wytrzyma kolejnego nacisku. Nagranie z tej sytuacji i niewzruszona reakcja gimnastyczki stało się popularne.
Turiszczewa potwierdziła, że od 16. roku życia do zakończenia gimnastycznej kariery musiała ograniczać ilość spożywanego jedzenia, aby zachować „dziecięcą” posturę. Każdy posiłek był ważony, a podczas treningów gimnastyczki, w tym Turiszczewa, były owijane folią i biegały wokół hali, aby spalać więcej kalorii. Nie stosowano zrównoważonych diet. Po każdym okrążeniu były znów ważone, przy czym ograniczano nawet spożycie wody. Śniadaniem było dla nich trochę kawy i 20 gramów sera.
Turiszczewa ukończyła studia w Instytucie Pedagogiki na Południowym Uniwersytecie Federalnym w Rostowie nad Donem. 10 grudnia 1977 roku poślubiła ukraińskiego sprintera, mistrza olimpijskiego Wałerija Borzowa, razem mają córkę Tatjanę, projektantkę mody.

## Osiągnięcia

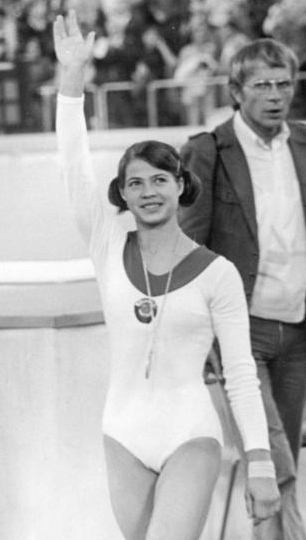
Turiszczewa (ok. 1972)

| Zawody                           | Rok                   | Konkurencja           | Konkurencja           | Konkurencja           | Konkurencja           | Konkurencja           | Konkurencja           |
| Zawody                           | Rok                   | VT                    | UB                    | BB                    | FX                    | wielobój ind.         | wielobój druż.        |
| Zawody międzynarodowe            | Zawody międzynarodowe | Zawody międzynarodowe | Zawody międzynarodowe | Zawody międzynarodowe | Zawody międzynarodowe | Zawody międzynarodowe | Zawody międzynarodowe |
| -------------------------------- | --------------------- | --------------------- | --------------------- | --------------------- | --------------------- | --------------------- | --------------------- |
| Igrzyska olimpijskie             | 1976                  | 2                     | 10T QR                | 4                     | 2                     | 3                     | 1                     |
| Igrzyska olimpijskie             | 1972                  | 3                     | 4                     | 5                     | 2                     | 1                     | 1                     |
| Igrzyska olimpijskie             | 1968                  | 20T QR                | 12T QR                | 43T QR                | 8T QR                 | 24                    | 1                     |
| Mistrzostwa świata               | 1974                  | 2                     | 3                     | 1                     | 1                     | 1                     | 1                     |
| Mistrzostwa świata               | 1970                  | 3                     | 2                     |                       | 1                     | 1                     | 1                     |
| Mistrzostwa Europy               | 1975                  | 5                     |                       |                       | 3                     | 4                     |                       |
| Mistrzostwa Europy               | 1973                  | 1                     | 1                     | 1                     | 1                     | 1                     |                       |
| Mistrzostwa Europy               | 1971                  | 1                     | 2                     | 2                     | 1                     | 1                     |                       |
| Mistrzostwa Europy               | 1969                  | 4                     | 3                     | 4                     | 3                     | 3                     |                       |
| Puchar Świata                    | 1975                  | 1                     | 1                     | 1                     | 1                     | 1                     |                       |
| Zawody krajowe                   |                       |                       |                       |                       |                       |                       |                       |
| Mistrzostwa Związku Radzieckiego |                       |                       |                       |                       |                       |                       |                       |
| 1975                             | 1                     |                       |                       |                       | 3                     | 3                     |                       |
| 1974                             |                       |                       |                       |                       | 1                     |                       |                       |
| 1972                             | 1                     | 1                     |                       | 6                     | 1                     | 1                     |                       |
| 1971                             | 2                     | 3                     |                       | 2                     | 4                     |                       |                       |
| 1970                             |                       |                       |                       |                       | 5                     |                       |                       |
| 1969                             |                       |                       |                       |                       | 3                     |                       |                       |
| 1968                             |                       |                       |                       |                       | 8                     | 1                     |                       |
| 1967                             |                       |                       | 5                     |                       | 10                    | 2                     |                       |

## Uhonorowanie
- Międzynarodowa Galeria Sławy Gimnastyki – 1998[28]